# Weidesheim
Pour l’article homonyme, voir Weidesheim (Euskirchen).
Weidesheim est un écart de la commune française de Kalhausen, dans le département de la Moselle.
Situé à proximité de la frontière entre pays de Bitche et Alsace bossue, Weidesheim était le siège d'une petite seigneurie au Moyen Âge qui a connu de multiples bouleversements et propriétaires depuis l'Antiquité. Le hameau conserve encore quelques fermes dominées par le château et les vestiges de la chapelle.

## Géographie
Weidesheim se situe au confluent du ruisseau d'Achen et de la Sarre, à la limite entre pays de Bitche et Alsace bossue, sur le versant est de la vallée.

## Toponymie
- Anciennes mentions : Weidesheim (1506), Weideheim (1576), Wedesheim im Westrich (1606), Vedesheim (1681), Vetzem (1726), Weitzheim (XVIIIe siècle)[1].
- Wädseme en francique lorrain[2].

## Histoire
Un autel à Junon et deux bas-reliefs gallo-romains découverts dans l'écart et partiellement remployés dans la chapelle témoignent de l'ancienneté du site. Du point de vue administratif, l'écart fait d'abord partie du canton de Bouquenom de 1790 à 1793, avant d'être placé dans celui de Rohrbach et d'être rattaché à Kalhausen en 1811.

## Château
Au château primitif de la famille de Weidesheim détruit en 1380 succède un édifice reconstruit au milieu du XVe siècle et transformé à la fin du même siècle par Simon de Bitche l'ancien, qui fait aussi relever la chapelle. En 1728, la seigneurie est acquise par Pierre d'Hausen dont les descendants conservent encore le domaine.
Du château du XVe siècle, il subsiste le donjon, qui semble apparentée aux Turmburgen allemands. Ce haut bâtiment de plan massé, comportant quatre niveaux d'ouvertures, est couvert d'un toit à longs pans et croupes à forte pente et tuiles plates. Accolée à la façade sud, la tour de l'escalier à vis, à comparer avec celui du château de Rahling daté 1620, est rajoutée au XVIe siècle ou au XVIIe siècle, à l'époque où l'édifice est partiellement repercé. Des bâtiments agricoles très remaniés, dotés de canonières doubles du XVIe siècle, ferment la cour du XVIe siècle. Ils sont précédés à l'ouest par le nouveau château de style néoclassique reconstruit à la veille de la Révolution pour Dominique Ignace Charles d'Hausen, conseiller au Parlement de Metz, futur député de la Moselle et maire de Sarreguemines.
Les armes de la famille d'Hausen sont d'azur à l'ancre d'argent, mise en pal, accostée de deux étoiles du même (elles sont dessinées sur la mairie de Kalhausen).

## Chapelle
À proximité immédiate du château auquel elle a servi de chapelle castrale, la chapelle dédiée à sainte Barbe et non à saint Martin comme l'avait décidé le restaurateur de la chapelle dans les années 1975, est réduite à son chœur depuis la Seconde Guerre mondiale. Reconstruite à la fin du XVe siècle pour Simon de Bitche l'ancien, dit de Gentersberg, elle possède un chœur de plan rectangulaire, autrefois voûté d'ogives. Deux bas-reliefs gallo-romains en remploi, dont l'un représente la déesse Junon avec son paon, et l'arc triomphal en plein cintre appareillé incorporé dans la maçonnerie gothique témoignent d'une occupation dès l'Antiquité puis de l'existence d'une chapelle à l'époque romane.
Deux pièces d'orfèvrerie en argent, provenant de la chapelle, sont maintenant conservées à l'église de Kalhausen. L'ostensoir porte sur la bâte du pied un poinçon difficilement lisible, qui pourrait être celui de Joseph le Poire, orfèvre à Bouquenom. Insculpée après 1772 à la Monnaie de Nancy, la pièce accuse un grand retard stylistique avec son décor d'entrelacs sur le dessus du pied, les godrons à la base de la tige, la taille réduite et la forme des rayons de la gloire. Le ciboire au poinçon de Charles-Nicolas Le Poire, reçu maître-orfèvre à Bitche en 1759, un autre membre de la grande dynastie des orfèvres de ce nom installés dans l'est mosellan, présente des caractéristiques semblables et des archaïsmes encore plus accentués : un décor végétal repercé sur la bâte du pied, des godrons sur le pied et le couvercle, des collerettes sur la tige et à la base de la croix placée en amortissement.

## Démographie
| 1793 | 1800 | 1806 |
| ---- | ---- | ---- |
| 119  | 72   | 77   |